# Pseudorbitellinae
Pseudorbitellinae es una subfamilia de foraminíferos bentónicos de la familia Pseudorbitoididae, de la superfamilia Rotalioidea, del suborden Rotaliina y del orden Rotaliida. Su rango cronoestratigráfico abarca desde el Campaniense hasta el Maastrichtiense (Cretácico superior).

## Clasificación
Pseudorbitellinae incluye a los siguientes géneros:
- Asterorbis †
- Orbitocyclina †

Otros géneros considerados en Pseudorbitellinae son:
- Cryptasterorbis †, aceptado como Asterorbis
- Pseudorbitella †, aceptado como Orbitocyclina